# Mark (đô thị)
Đô thị Mark (Marks kommun) là một đô thị ở hạt Västra Götaland ở phía tây Thụy Điển. Thủ phủ nằm ở thị xã của Kinna.
Đô thị này đã được lập với việc cải cách đô thị năm 1971 thông qua việc hợp nhất 8 đơn vị trước đây. Phần lớn các đơn vị này được lập trong đợt cải cách đô thị năm 1952. Số lượng đơn vị gốc (vào thời điểm năm 1863) là 19.

## Thành phố kết nghĩa
Đô thị Mark có 3 đô thị kết nghĩa
- Szamotuły ở Ba Lan (từ năm 1988).
- Apolda Đức (khoảng năm 1994/1995)
- Ontinyent ở Tây Ban Nha (từ năm 2003)